# Sacalia quadriocellata
Sacalia quadriocellata is een schildpad uit de familie Geoemydidae. De soort werd voor het eerst wetenschappelijk beschreven door Friedrich Siebenrock in 1903. Oorspronkelijk werd de wetenschappelijke naam Clemmys bealii var. quadriocellata gebruikt.

## Uiterlijke kenmerken
De schildpad is duidelijk te herkennen aan de twee paar oog-achtige vlekken achter op de nek, die goed opvallen als de schildpad zijn nek uitsteekt. De vlekken hebben ongeveer dezelfde vorm en grootte, in tegenstelling tot de pauwoogwaterschildpad waarbij het voorste paar wat minder duidelijk zichtbaar is. Deze laatste soort komt alleen voor in China.

## Algemeen
Sacalia quadriocellata komt voor in delen van Azië, de schildpad is gevonden in China, Laos en Vietnam.
De habitat bestaat uit kleine stroompjes in met bomen begroeide gebieden, het is een bewoner van betrekkelijk laaggelegen gebieden die is aangetroffen op een hoogte van 100 tot 400 meter boven zeeniveau. Over de levenswijze en voortplanting is vrijwel niets bekend.